# Старший Фершо
«Старший Фершо» (фр. L’Aîné des Ferchaux) — художественный фильм, поставленный режиссёром Жан-Пьером Мельвилем по роману Жоржа Сименона «Дело Фершо».

## Сюжет
Молодой боксёр Мишель Моде (Жан-Поль Бельмондо) проигрывает свой решающий бой и уходит из спорта, оставшись без денег. Продав одежду свою и своей подруги и получив немного денег, он начинает искать работу и находит в газете объявление о поиске секретаря, готового немедленно отправиться в дорогу со своим боссом. Объявление дал известный банкир Дьёдонне Фершо, чьи финансовые махинации были накануне раскрыты, и который решил бежать из страны, чтобы избежать ареста. Мишель отправляется на встречу с Фершо и, представившись опытным секретарём, получает место. Не сказав ни слова своей подруге Лине, ждущей его в кафе, он летит в Нью-Йорк со своим новым патроном. Там Фершо намеревается снять пять миллионов со счёта одного банка, опустошить свой сейф в другом и скрыться в Венесуэле, где у него тоже имеется сейф, набитый купюрами. Однако снять деньги со счёта ему не удаётся — чтобы получить такую сумму, необходимо время. Опасаясь ареста, он решает обойтись только содержимым сейфа. Набив деньгами чемодан, он со своим секретарём отправляется на автомобиле к мексиканской границе. У Моде другие планы: он выжидает удобный момент, чтобы скрыться с деньгами банкира.

## В ролях
| Актёр                | Роль             |
| -------------------- | ---------------- |
| Шарль Ванель         | Дьёдонне Фершо   |
| Жан-Поль Бельмондо   | Мишель Моде      |
| Мальвина Сильберберг | Лина             |
| Мишель Мерсье        | Лу , танцовщица  |
| Стефания Сандрелли   | Анжи , попутчица |

## Ремейк
Роман Сименона был повторно экранизирован в 2001 году, при этом постаревший Бельмондо сыграл роль Фершо. В российском прокате фильм назывался «Свободное падение».